# Román Duque Corredor
Román José Duque Corredor (Mérida, Venezuela, 2 de diciembre de 1941-París, Francia, 22 de septiembre de 2023) fue un jurista venezolano. Fue individuo de número de la Academia de Ciencias Políticas y Sociales de Venezuela desde 2001 hasta su muerte en 2023, y fue presidente de la Academia entre 2009 y 2011.

## Educación
En 1964 se graduó como abogado con mención cum laude en la Universidad Católica Andrés Bello, en Caracas, y en 1976 obtuvo un doctorado en derecho en la misma universidad. Adicionalmente, el Consejo Universitario de la Universidad de Los Andes.

## Carrera
Fue gerente legal de Maraven, filial de Petróleos de Venezuela entre 1974 y 1979 y consultor jurídico de tanto el Instituto Agrario Nacional, entre 1972 y 1974, como de la Presidencia de la República, y 1979 y 1982. Posteriormente, entre 1982 y 1986, se desempeñó como magistrado de la Corte Primera de lo Contencioso Administrativo, y entre 1989 y 1992 como magistrado de la Corte Suprema de Justicia de Venezuela, en la Sala Político-Administrativa.
Duque fue electo como individuo de número para la Academia de Ciencias Políticas y Sociales de Venezuela en la sesión del 21 de marzo de 2000, incorporándose el 9 de noviembre de 2001 con el trabajo «La reforma del Estado, la redefinición de la función jurisdiccional y el sistema de justicia». Entre 2009 y 2011 sería presidente de la Academia.
También fue profesor universitario en la Universidad Católica Andrés Bello, en la Universidad Central de Venezuela y en la Universidad Santa María, impartiendo clases de asignaturas tales como derecho minero, derecho agrario, derecho administrativo y derecho civil. Además, ha sido profesor invitado de la Universidad de Costa Rica, de la Universidad Federal de Goias en Brasil y del Instituto Politécnico de Madrid, España, al igual que como coordinador de la especialización de derecho agrario y ambiental de la Universidad de los Llanos Occidentales Ezequiel Zamora en Venezuela.
Duque fue presidente Colegio de Abogados del Distrito Federal de Venezuela, vicepresidente del Comité Americano de Derecho Agrario, y ha integrado el Directorio del Instituto Iberoamericano de Derecho Agrario y Reforma Agraria, el Instituto de Derecho Agrario Internacional y Comparado, la Comisión de Coordinación del Plan de Evaluación de los Jueces y del Programa de Concursos Judiciales, el Comité Científico de la Unión Mundial de Agraristas Universitarios y el Directorio del Capítulo Venezolano del Ombudsman.